# Annius Rufus
Annius Rufus was de derde praefectus van Judea. Hij bestuurde de Romeinse provincie van 12 tot 15 na Chr. Hij was de opvolger van Marcus Ambibulus.
Het is niet zeker of Annius Rufus eigen munten liet slaan, zoals zijn voorgangers Coponius en Marcus Ambibulus. Sommigen menen dat enkele gevonden Judeese munten gedateerd moeten worden in 13 of 14 na Chr., in de laatste jaren van keizer Augustus. Als deze datering correct is, zijn de munten inderdaad geslagen door Rufus en heeft hij daarbij gebruikgemaakt van dezelfde symbolen als zijn voorgangers: aan de ene zijde een rijpe korenaar, aan de andere zijde een vruchtdragende dadelpalm. Anderen dateren de munten in kwestie echter iets eerder en menen dat het gaat om late munten van Marcus Ambibulus.
Tijdens Rufus' bewind overleed keizer Augustus. De nieuwe keizer, Tiberius verving niet al te lang na zijn aantreden Annius Rufus door Valerius Gratus.

## Antieke bron
- Flavius Josephus, Ant. XVIII 31-32.